# DS 5LS
DS 5LS  — преміальний компактний автомобіль представницького класу та перший традиційний седан, розроблений і розроблений підрозділом DS французького автовиробника PSA Peugeot Citroën, його було запущено 28 березня 2014 року.

## Опис

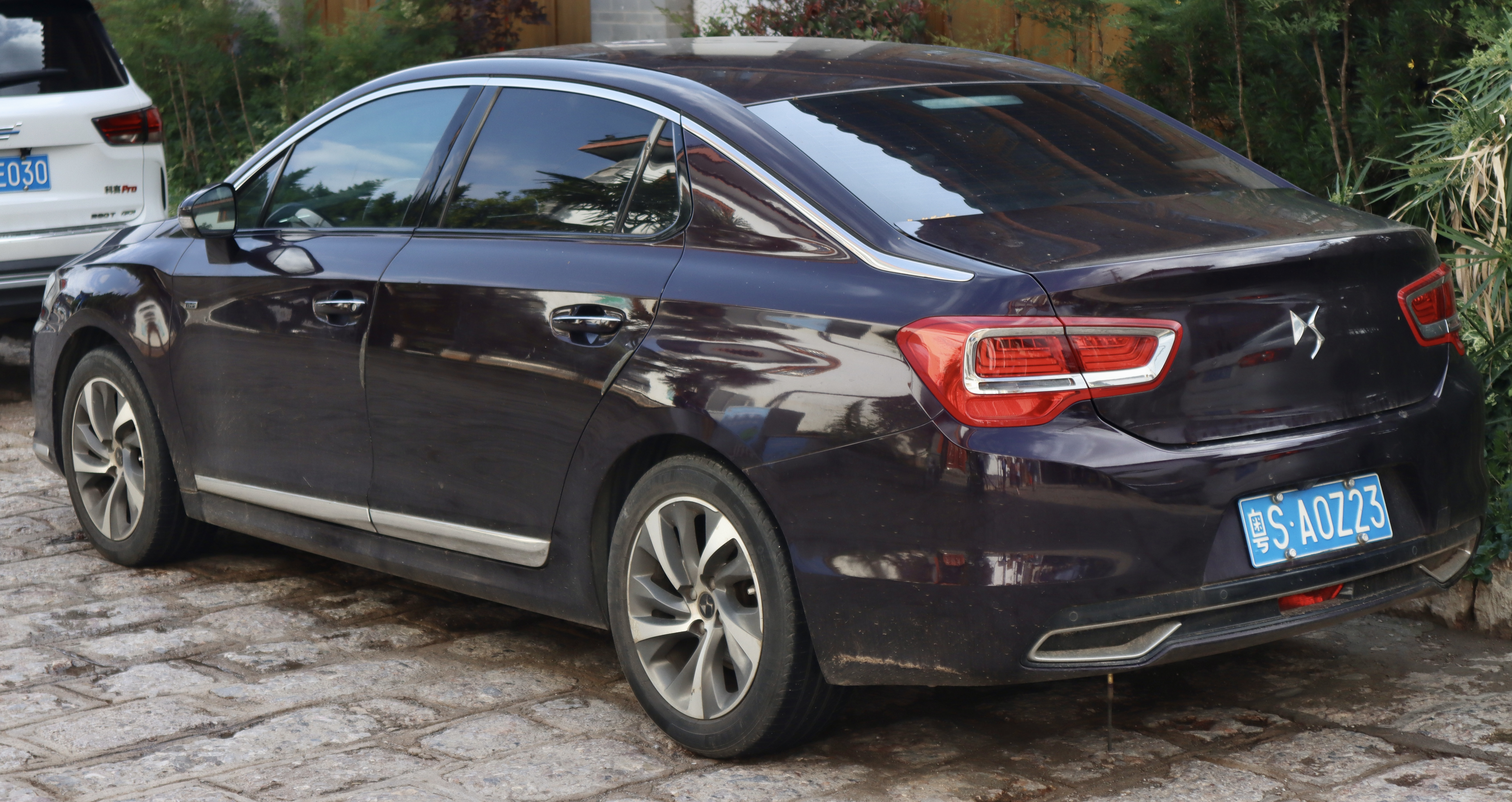

Це перша модель DS, яка має дизайн передньої панелі «крило DS» і має незалежний логотип DS, і ця модель вважається декларацією незалежності бренду DS. 
Вироблявся і продавався тільки в Китаї.
 

Його версією хетчбек є DS 4S.

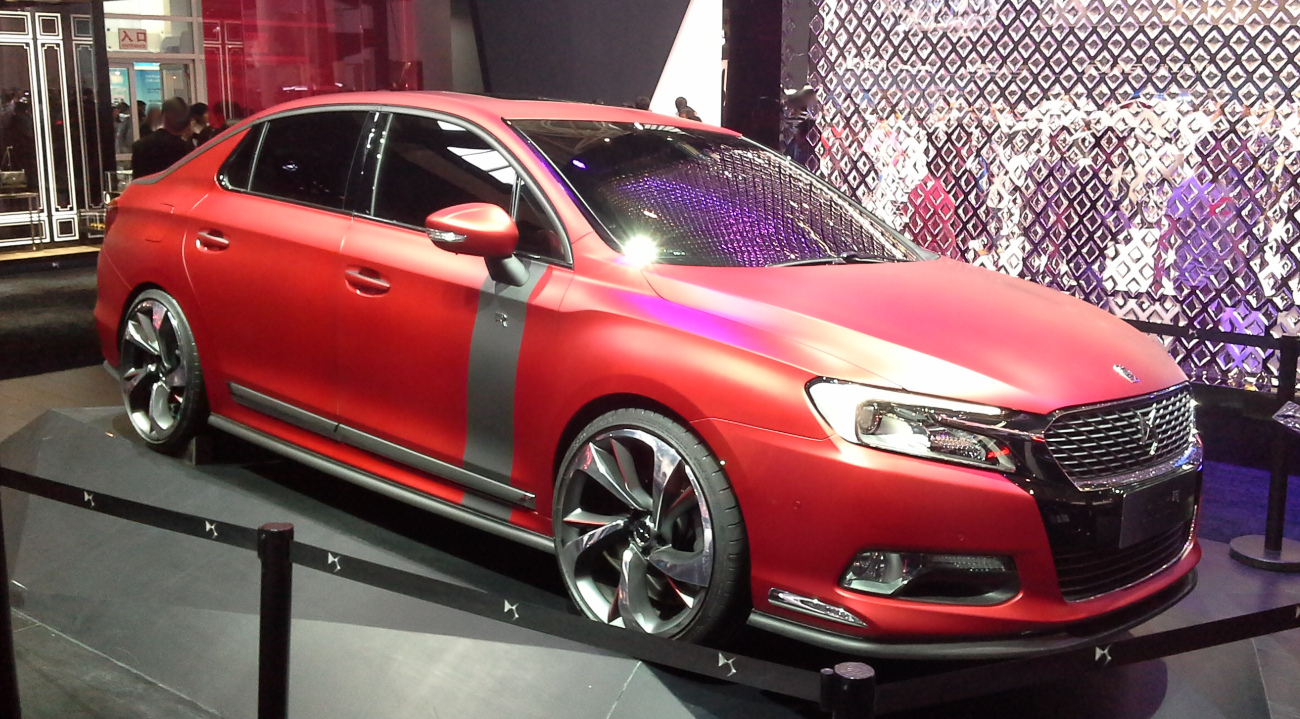
Концепт DS 5LS R на виставці «2014 Auto China»
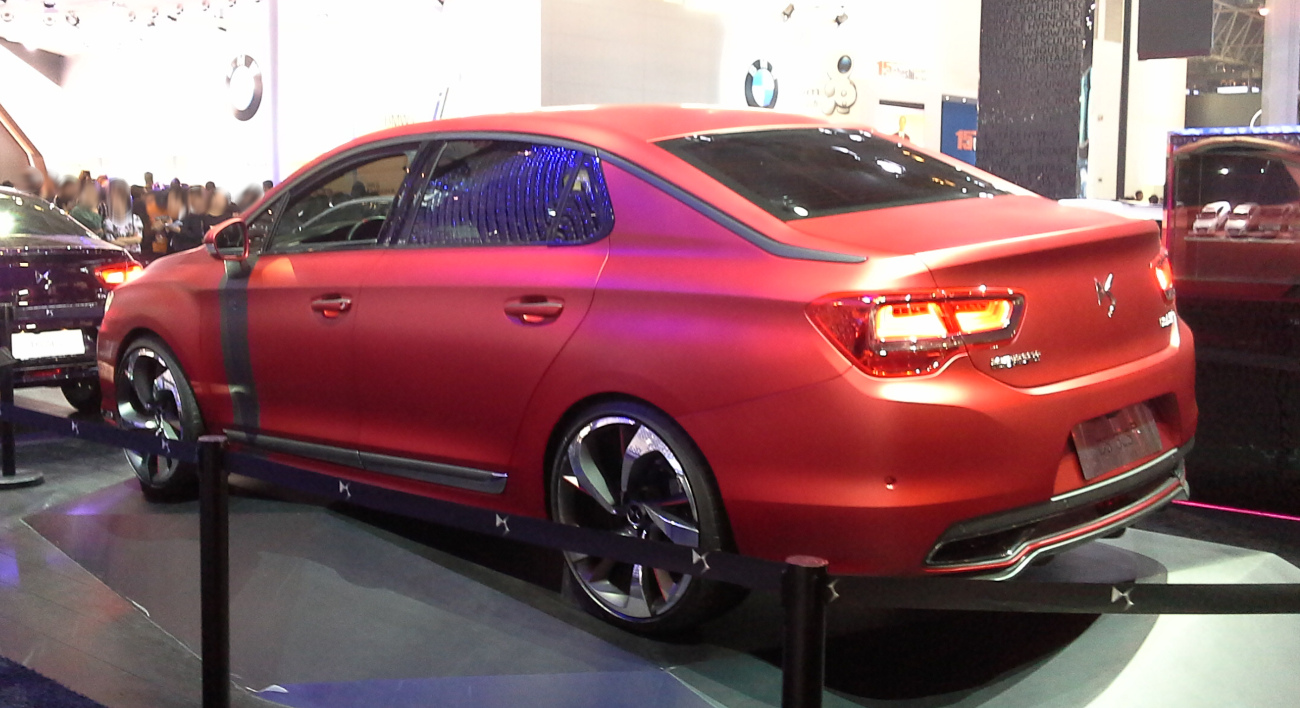
Концепт DS 5LS R на виставці «2014 Auto China»

## Двигуни
- 1.6 L4 THP 160 з турбонаддувом
- 1.6 L4 THP 200 з турбонаддувом
- 1.8 L4[4]